# Rudolf Pajér

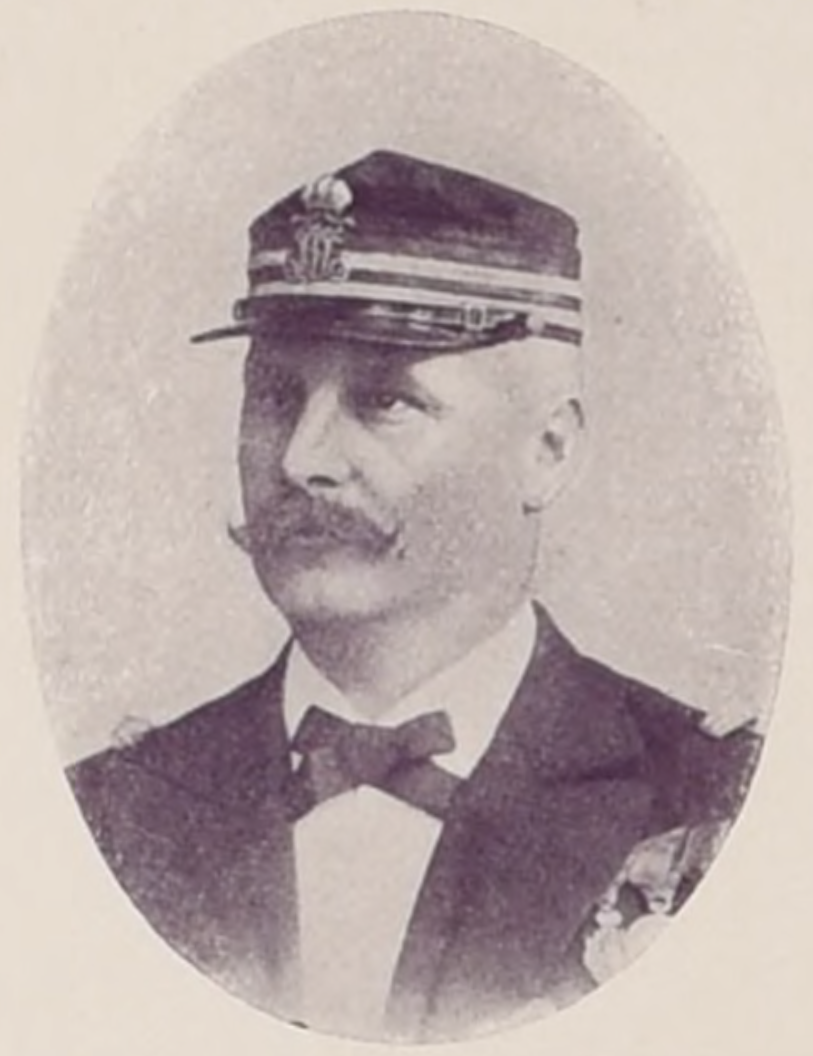
Linienschiffskapitän Rudolf Pájer von Mayersperg (1908)

Rudolf Pajér, Edler von Mayersberg (* 17. September 1858 in Groß Kanischa, Kaisertum Österreich; † 24. April 1934 in Graz) war ein Admiral in der österreich-ungarischen Kriegsmarine.

## Leben

Die Nautilus

Rudolf Pajér entstammt einer Offiziersfamilie. Nach Absolvierung der Militärmittelschule in Straß besuchte er die Marineakademie Fiume. Seinen ersten Dienst trat er 1877 auf dem Schiff Graf Dandolo an.
Als Fähnrich nahm er zwischen 1884 und 1886 an der Missionsreise der SMS Nautilus nach Ostasien teil.
Später war er selbstständiger Kommandant auf verschiedenen Schiffen, so war er unter anderem 1907 als Fregattenkapitän Kommandant der Missionsreise des Kreuzers Aspern nach Nordamerika.
Er wurde zum Admiral befördert und hatte nur noch organisatorische Funktionen inne. Zuerst war er als Militärreferent des Hafen-Admiraliats in Pola, wechselte aber recht bald in den maritimen Teil der Militärabteilung, wo er als Vorstand diente.
Kurz vor seiner Pensionierung im Jahr 1910 wurde er von Franz Joseph I. zum Stabschef ernannt.
Nach Ausbruch des Ersten Weltkrieges meldete er sich freiwillig als Schifffahrtsreferent des Militärgouvernements in Belgrad und trat 1916 endgültig zurück. Mit dem Adelsaufhebungsgesetz 1919 verlor er seine adligen Vorrechte.
Er war Vater der Schauspielerin Valérie von Martens.